# Tonwort
Das Tonwort, auch Latonisation genannt, ist ein 1892 vom Musikpädagogen Carl Eitz für den Musikunterricht  erfundenes Tonbenennungssystem, mit dem er die chromatischen, diatonischen und enharmonischen Beziehungen der Töne zueinander verdeutlichen und intuitiv erfahrbar machen wollte.
| Gewöhnliche Tonbezeichnungen          | his   |         | cisis |        | disis | eis   |         | fisis |        | gisis |       | aisis | his   |
| Gewöhnliche Tonbezeichnungen          | c     | cis des | d     | dis es | e     | f     | fis ges | g     | gis as | a     | ais b | h     | c     |
| Gewöhnliche Tonbezeichnungen          | deses |         | eses  |        | fes   | geses |         | ases  |        | heses |       | ces   | deses |
| den Halbtönen zugeordnete Konsonanten | b     | r       | t     | m      | g     | s     | p       | l     | d      | f     | k     | n     | b     |
| den Ganztönen zugeordnete Vokale      | i     |         | o     |        | u     | u     |         | a     |        | e     |       | i     | i     |
| Tonwortbezeichnungen                  | bo    |         | tu    |        | ga    | sa    |         | le    |        | fi    |       | no    | bo    |
| Tonwortbezeichnungen                  | bi    | ro ri   | to    | mu mo  | gu    | su    | pa pu   | la    | de da  | fe    | ki ke | ni    | bi    |
| Tonwortbezeichnungen                  | be    |         | ti    |        | go    | so    |         | lu    |        | fa    |       | ne    | be    |

Jedem Halbton wird im Sinne der obigen Tabelle ein Konsonant zugewiesen. Zur Kennzeichnung der Ganztöne treten (beim Konsonanten l anfangend) die fünf Vokale a, e, i, o, u hinzu. Dabei ist die Zuordnung so gewählt, dass bei Ganztonschritten stets zum nächsten Vokal gewechselt wird. Bei Halbtonschritten wird zwischen diatonischen und chromatischen Fortschreitungen unterschieden. Beim diatonischen Halbtonschritt bleibt der Vokal gleich (z. B. e-f (gu-su) oder f-ges (su-pu)), beim chromatischen Fortschreiten dagegen wechselt der Vokal (z. B. e-eis (gu-sa) oder f-fis (su-pa)). Enharmonisch verwechselte Töne haben den gleichen Konsonanten, unterscheiden sich aber durch die Vokale, wodurch der bei reiner Stimmung auftretenden Kommaverschiebung Rechnung getragen wird. 
Als Merkhilfe für die Reihenfolge der Konsonanten (bei bi (c)  beginnend) dient folgender Vers:
Bei rechtem Tun mach ganze Sach.

Probiere lustig, die Freud kommt nach.
Die Konsonanten der Tonnamen sind jeweils die Anfangsbuchstaben der Wörter im Vers.
Durch die Anwendung der Tonsilben soll das Blattsingen leichter fallen und die richtige Intonation gefördert werden.